# Amakusanthura significa
Amakusanthura significa är en kräftdjursart som först beskrevs av Paul och Menzies 1971.  Amakusanthura significa ingår i släktet Amakusanthura och familjen Anthuridae. Inga underarter finns listade i Catalogue of Life.